# Campanula poscharskyana
Campanula poscharskyana là loài thực vật có hoa trong họ Hoa chuông. Loài này được Degen mô tả khoa học đầu tiên năm 1908.